# Lozania
Lozania es un género con nueve especies de plantas con flores perteneciente a la familia Lacistemataceae. 

## Descripción
Tiene las inflorescencias en forma de racimos dispuestos de 1–5 por axila, con 3–11 cm de largo, no densos y con el raquis visible, las flores visibles, están dispuestas en pedicelos distintos.

## Especies seleccionadas
- Lozania bipinnata
- Lozania glabrata
- Lozania grandiflora
- Lozania klugii
- Lozania montana
- Lozania mutisiana
- Lozania nemoralis
- Lozania pedicellata
- Lozania pittieri
- Lautii Mendoza